# 拉多姆
拉多姆（波蘭語：Radom）是位於波蘭中部马佐夫舍省的一個城市，約有19.6萬名居民。它坐落於姆萊奇納河河畔，首都華沙以南大約100公里，前身是拉多姆省（1975年－1998年）的首府。
它是波蘭每年最偉大和最多人出席的飛行表演——拉多姆飛行表演的家鄉。每兩年於9月舉行一次。拉多姆也是一把半自動口徑9mm 帕拉貝倫（Parabellum）手槍的非官方稱號。這種手槍由波蘭工程師Piotr Wilniewczyc及Jan Skrzypinski所設計。1935至1945年間，在這個城市的國家兵工廠所製造。

## 友好城市
- 斯洛伐克 班斯卡-比斯特里察
- 拉脫維亞 陶格夫匹尔斯
- 白俄羅斯 戈梅利
- 俄羅斯 奥焦雷
- 羅馬尼亞 普洛耶什蒂
- 保加利亚 旧扎戈拉
- 乌克兰 捷尔诺波尔
- 臺灣 桃園市

來源：